# Mézères
Mézères är en kommun i departementet Haute-Loire i regionen Auvergne-Rhône-Alpes i centrala Frankrike. Kommunen ligger i kantonen Vorey som tillhör arrondissementet Le Puy-en-Velay. År 2022 hade Mézères 167 invånare.

## Befolkningsutveckling
Antalet invånare i kommunen Mézères
| Referens: INSEE |